# Hjúga (DDH-181)
Hjúga (DDH-181) je vrtulníkový torpédoborec Japonských námořních sil sebeobrany, který je ve službě od roku 2009. De facto se jedná o nosič vrtulníků, ale Japonská vláda loď klasifikuje jako vrtulníkový torpédoborec kvůli politickým důvodům, protože Japonsko nesmí po prohrané druhé světové válce vlastnit letadlové lodě. Je to vedoucí loď třídy Hjúga.

## Výzbroj

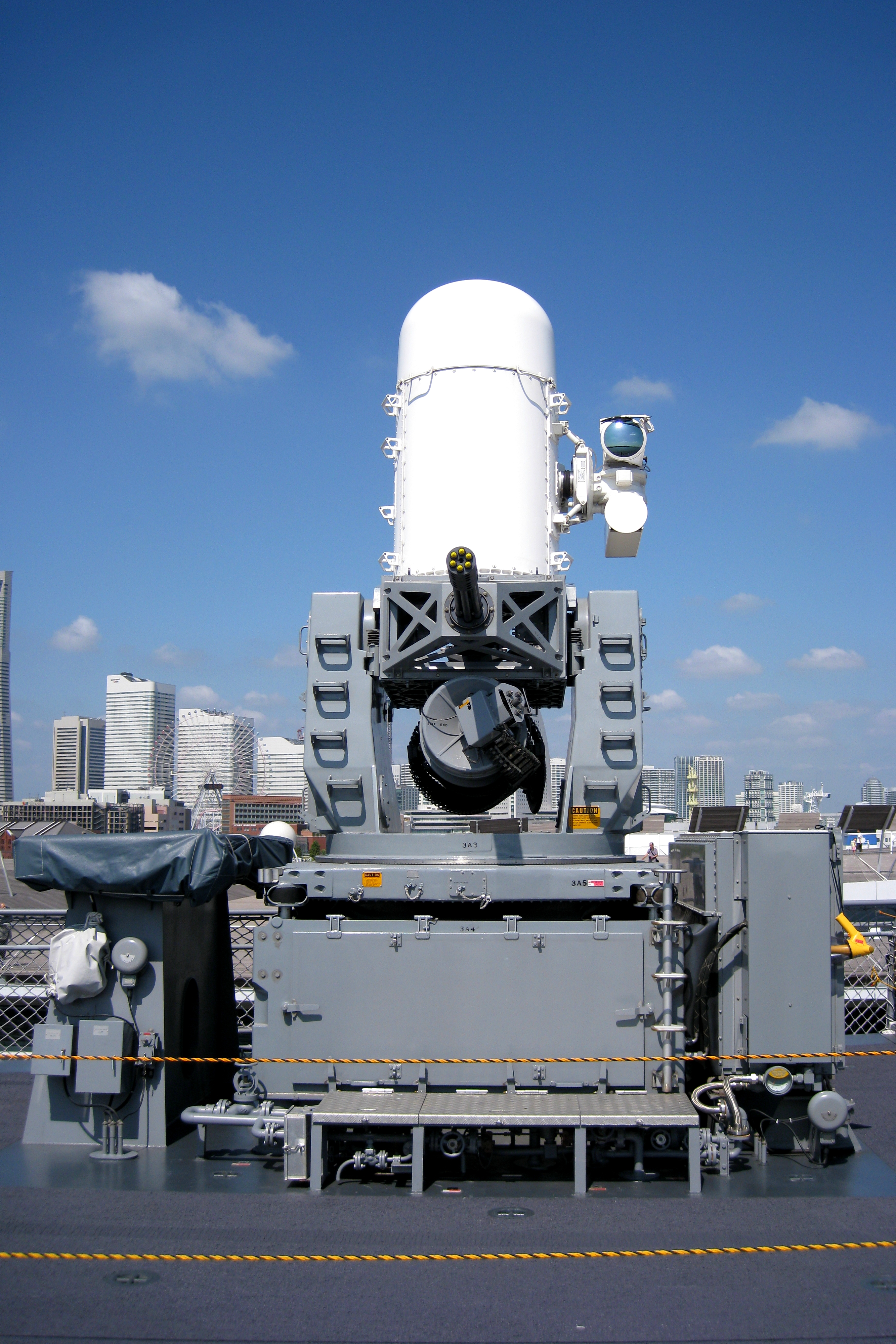
Systém blízké obrany Phalanx na lodi Hjúga

Hjúga je vyzbrojena jedním vertikálním odpalovacím systémem Mk 41, který je určen pro šestnáct protiletadlových řízených raket moře-vzduch RIM-162 ESSM a dvanáct protiponorkových raket RUM-139 VL-ASROC. Dále je loď vybavena dvěma americkými 20mm hlavňovými systémy blízké obrany Phalanx, sedmi 12,7mm kulomety M2 Browning a dvěma trojhlavňovými torpédomety pro 324mm torpéda. Loď dokáže pojmout až 18 vrtulníků.

## Galerie

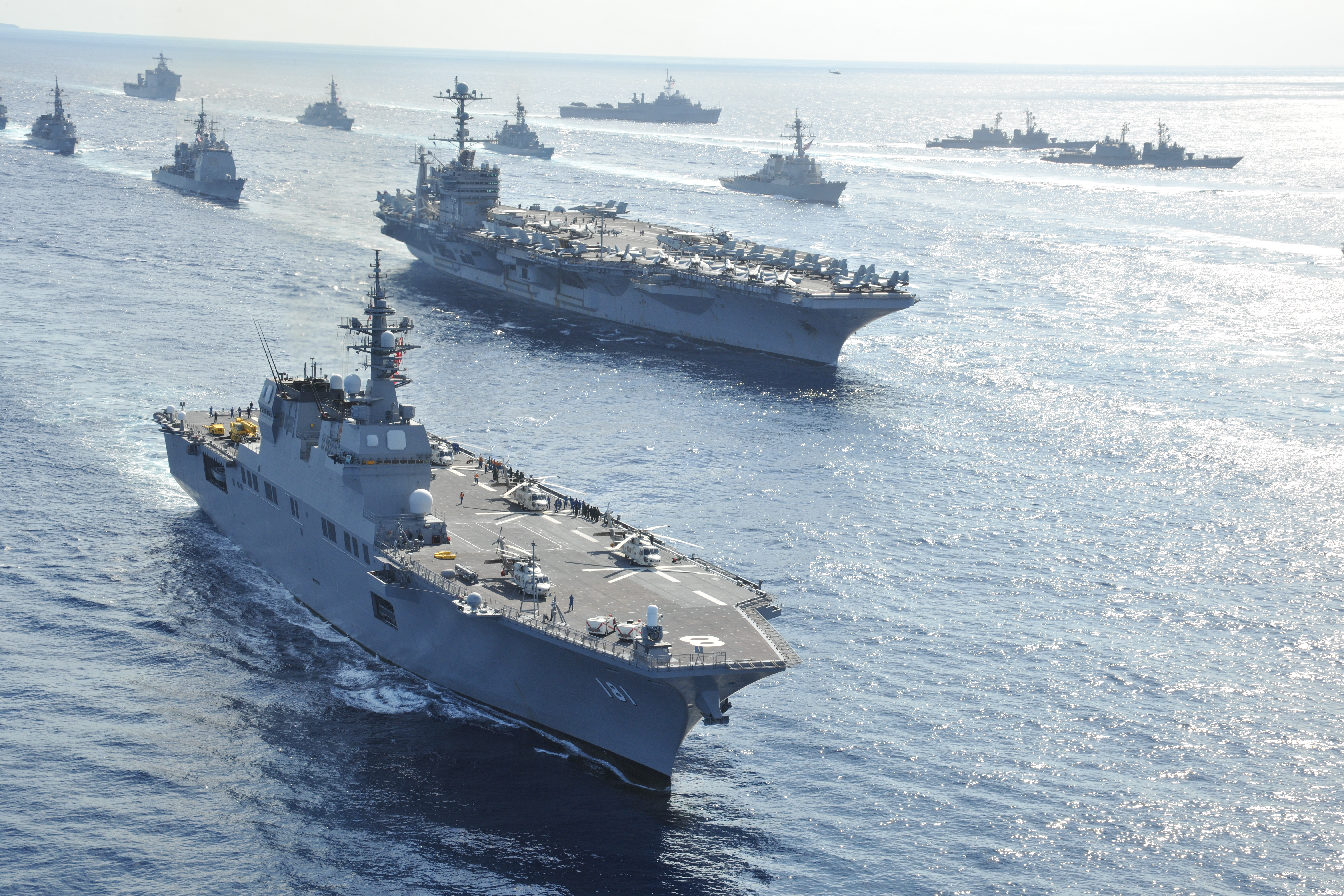
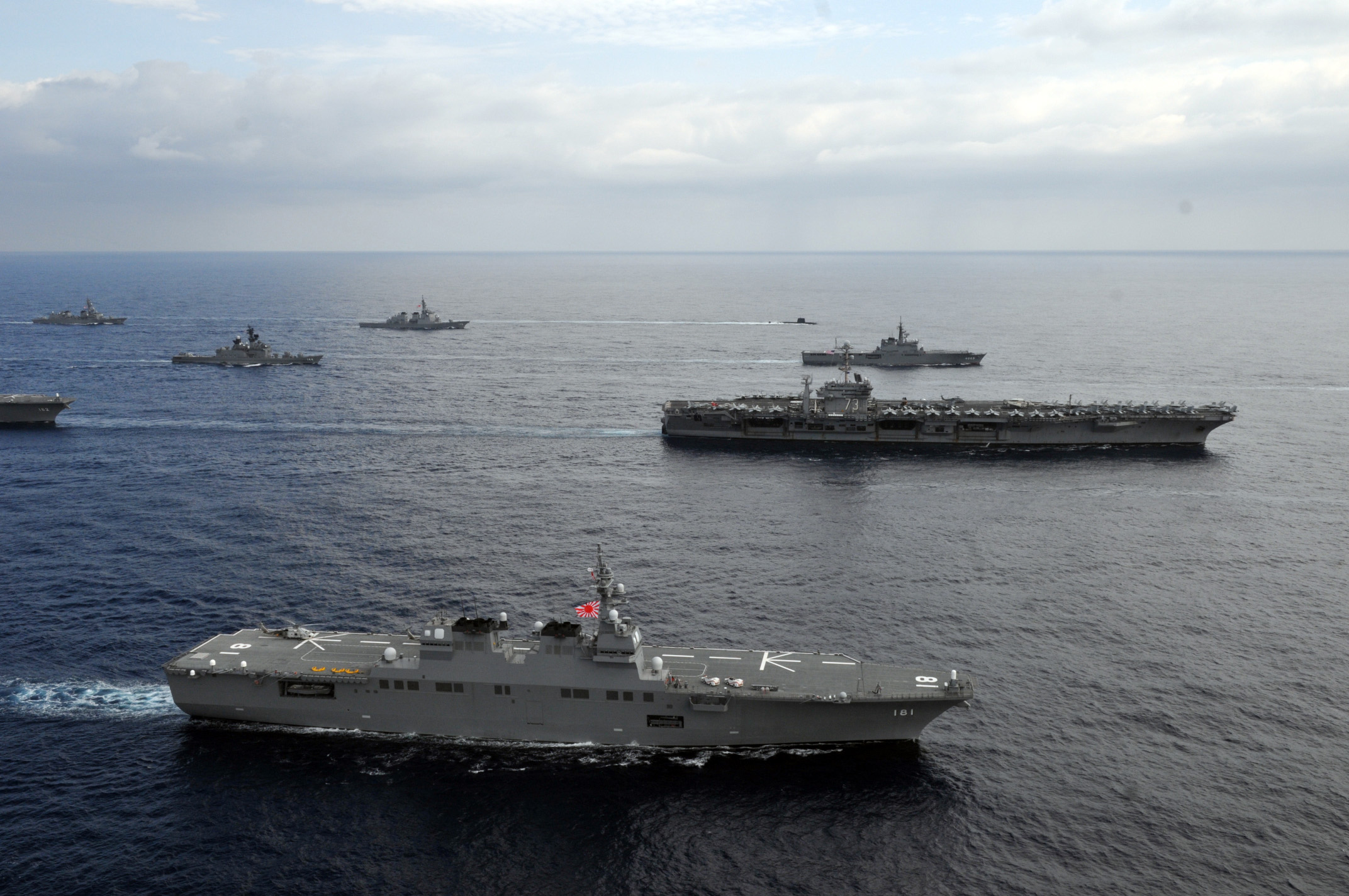
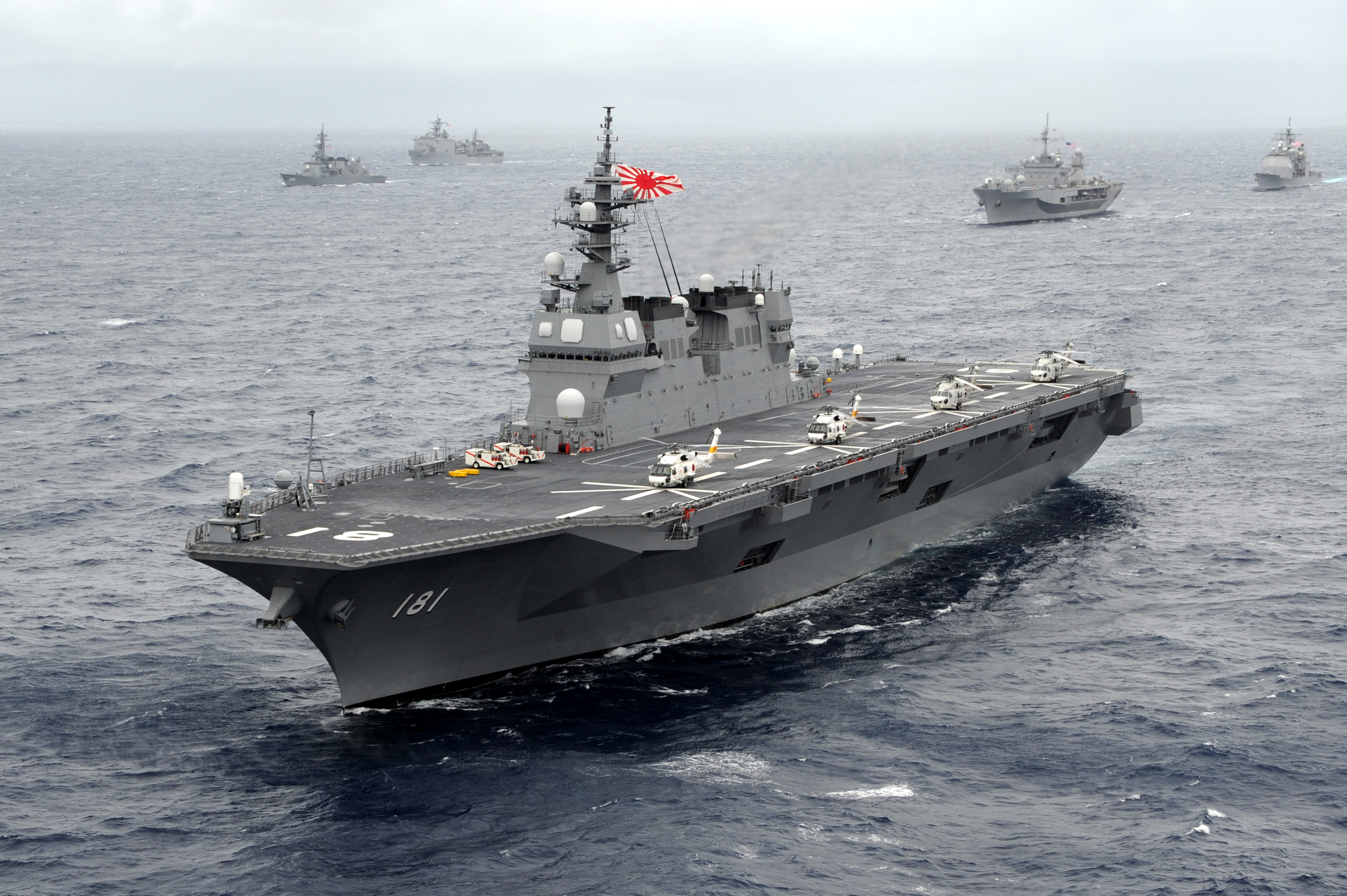
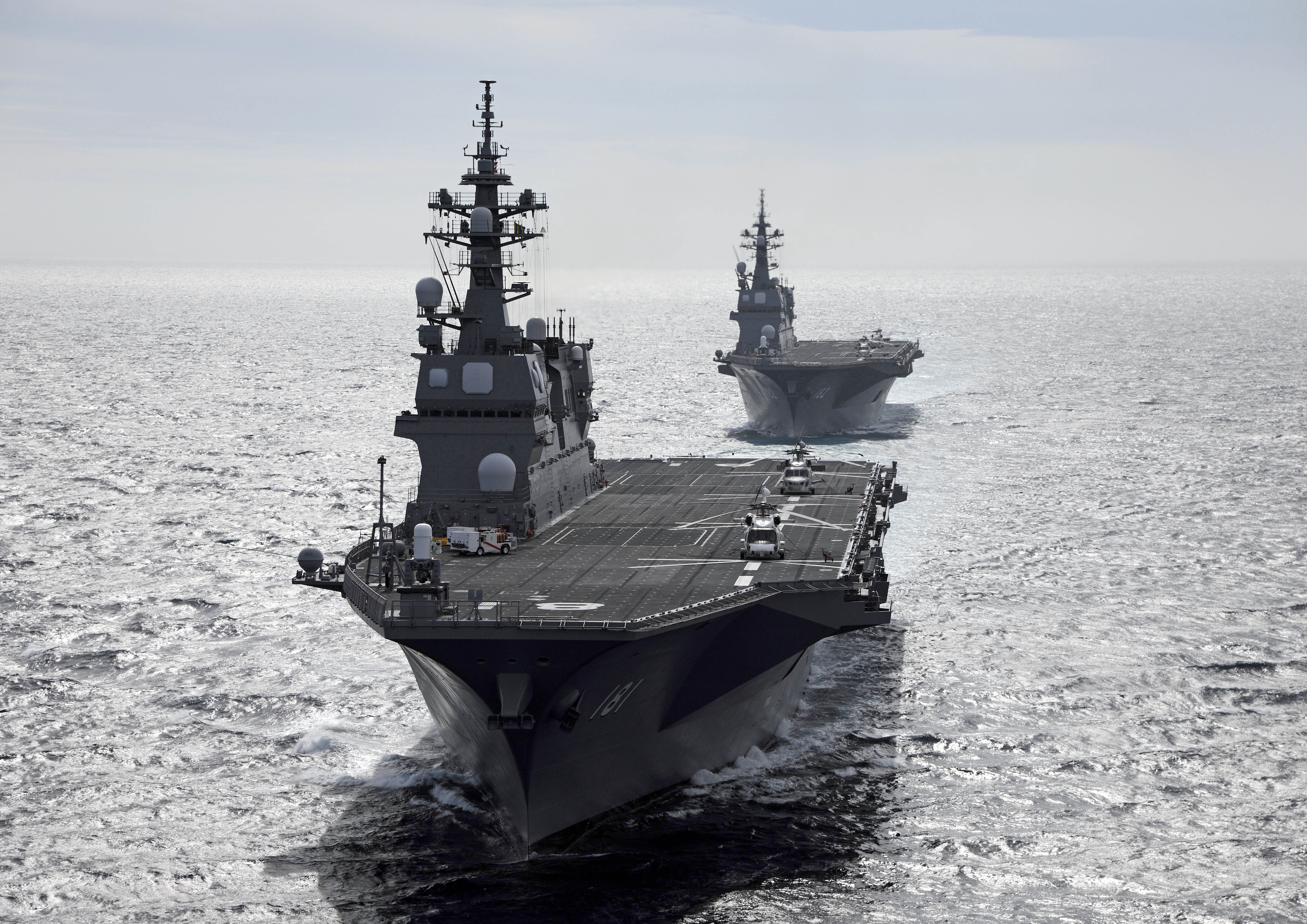
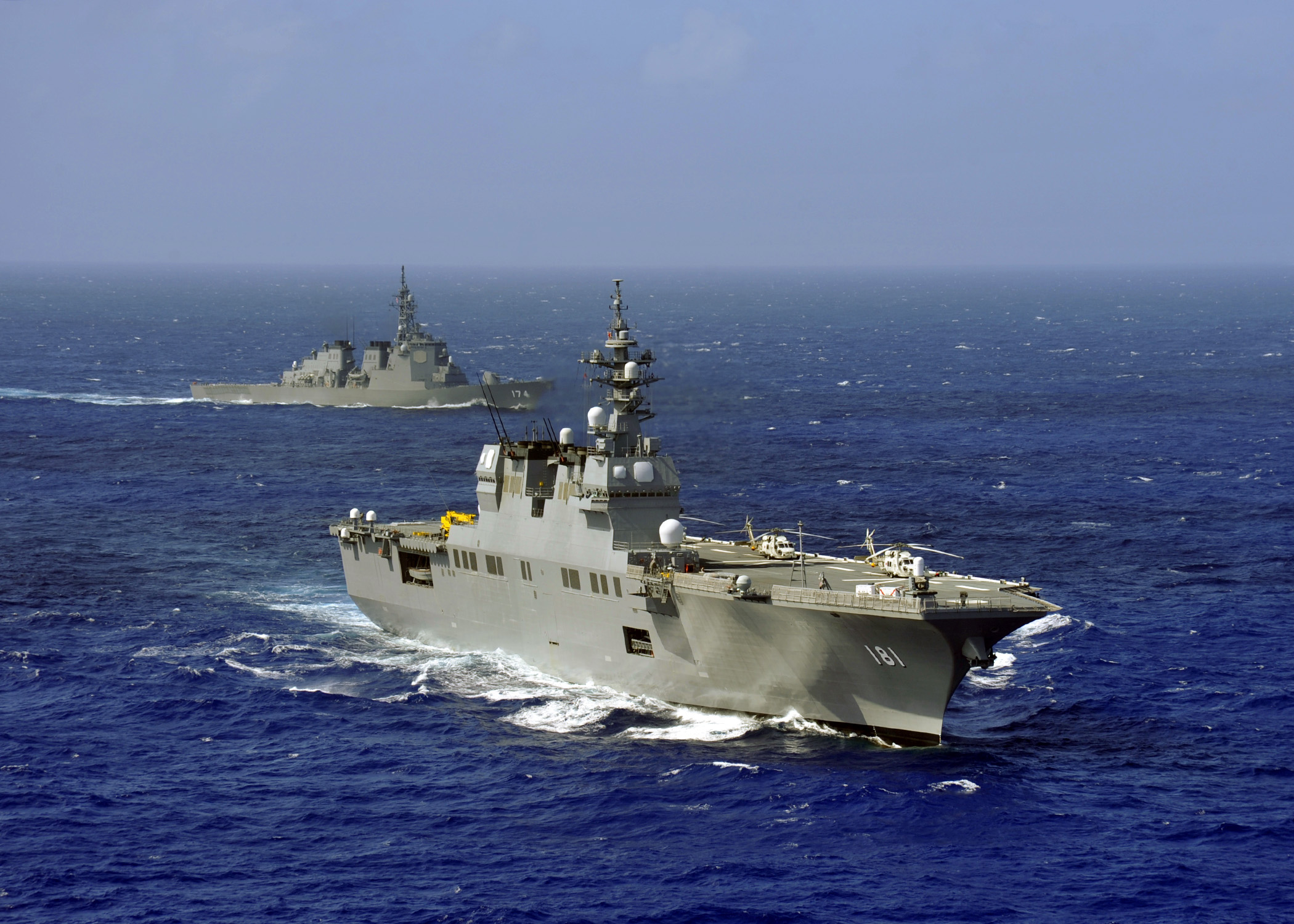
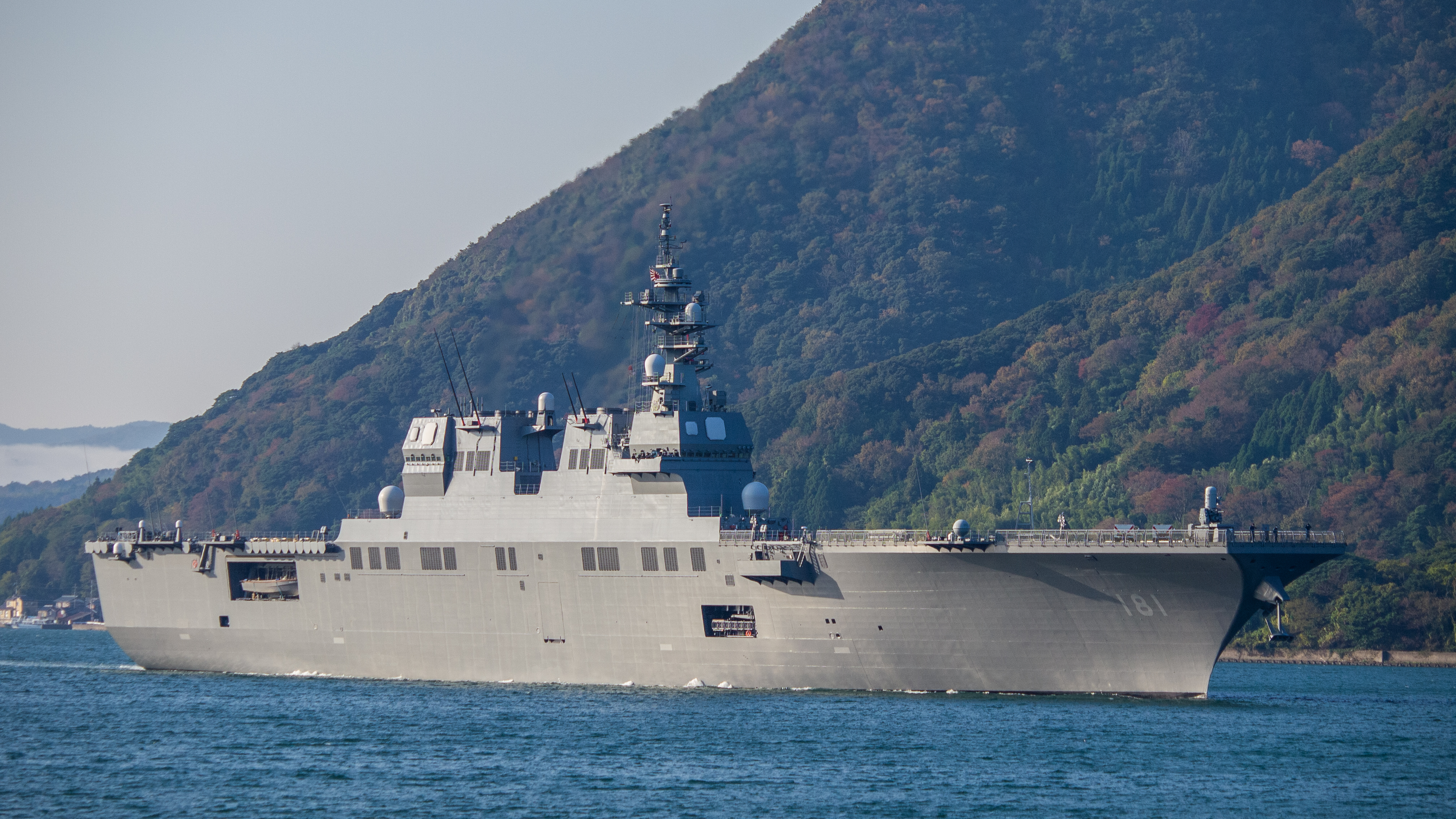
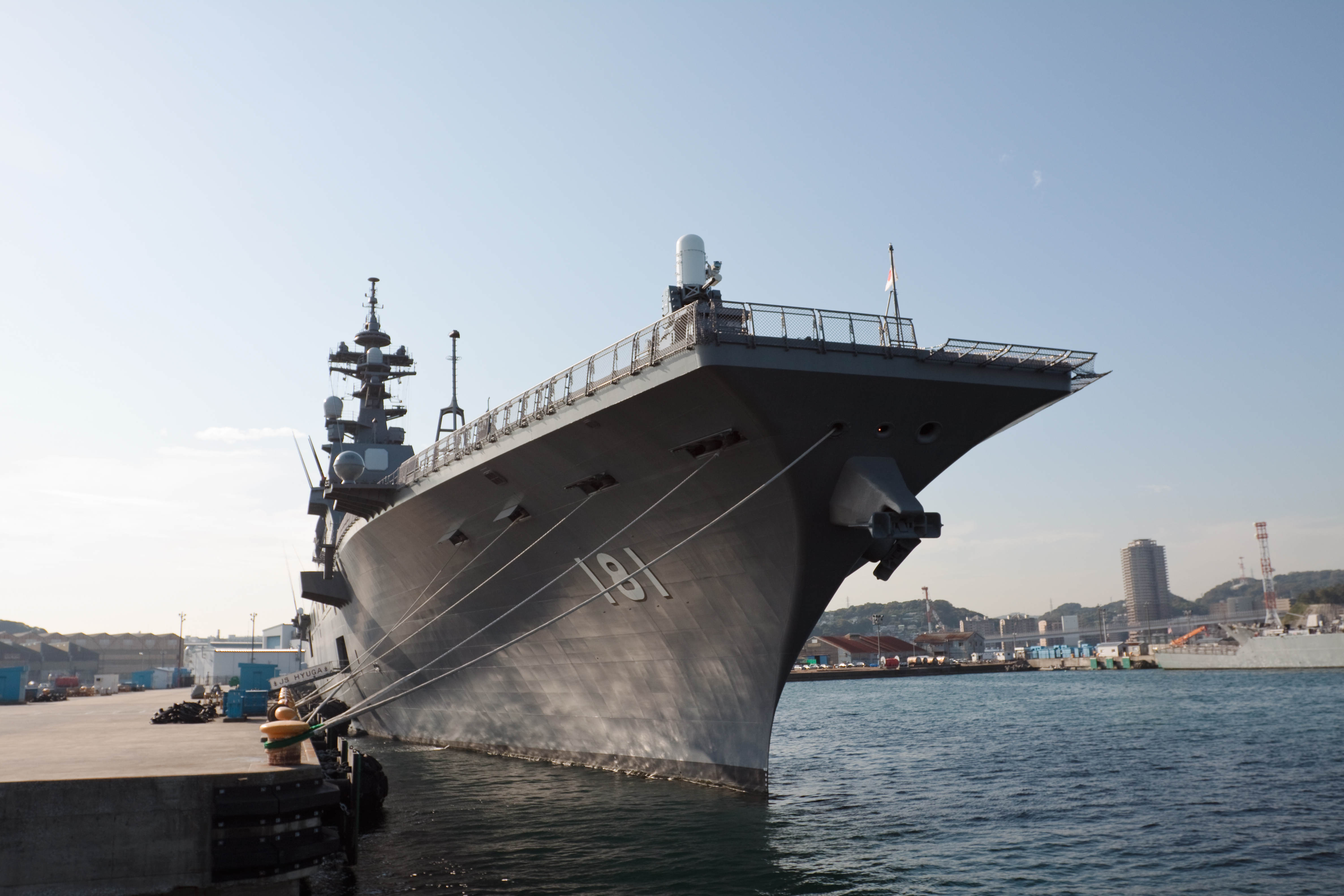
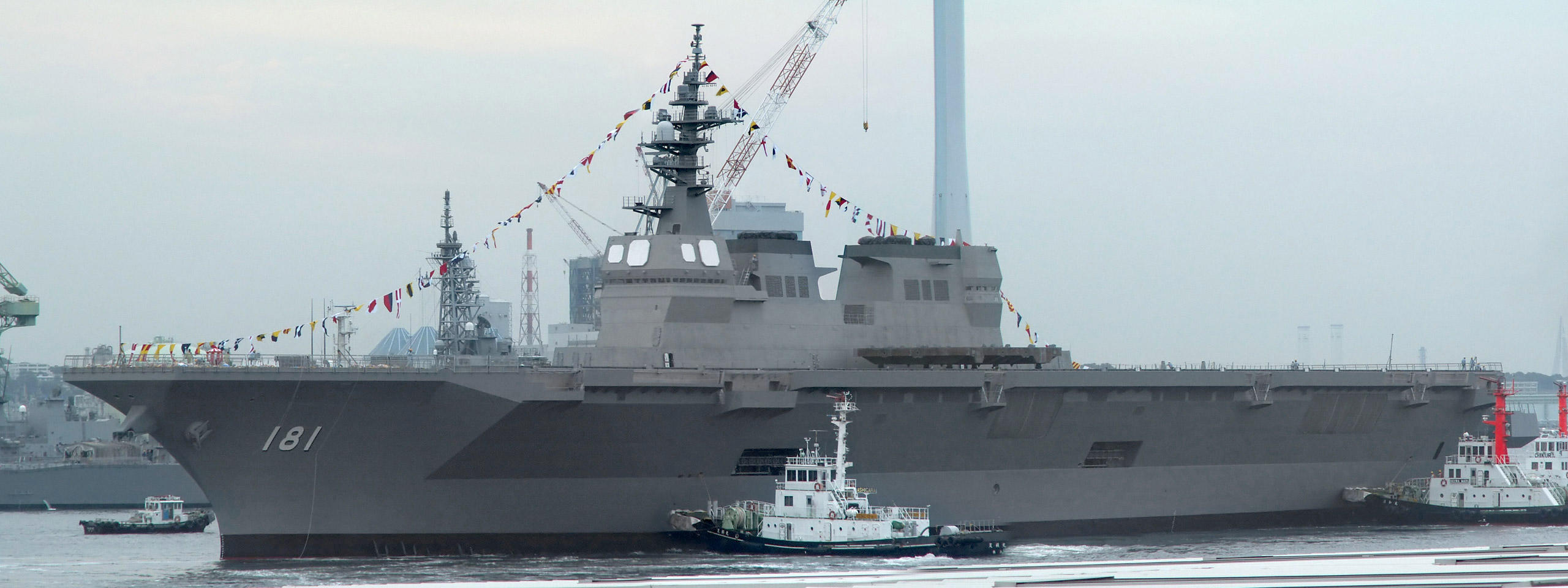
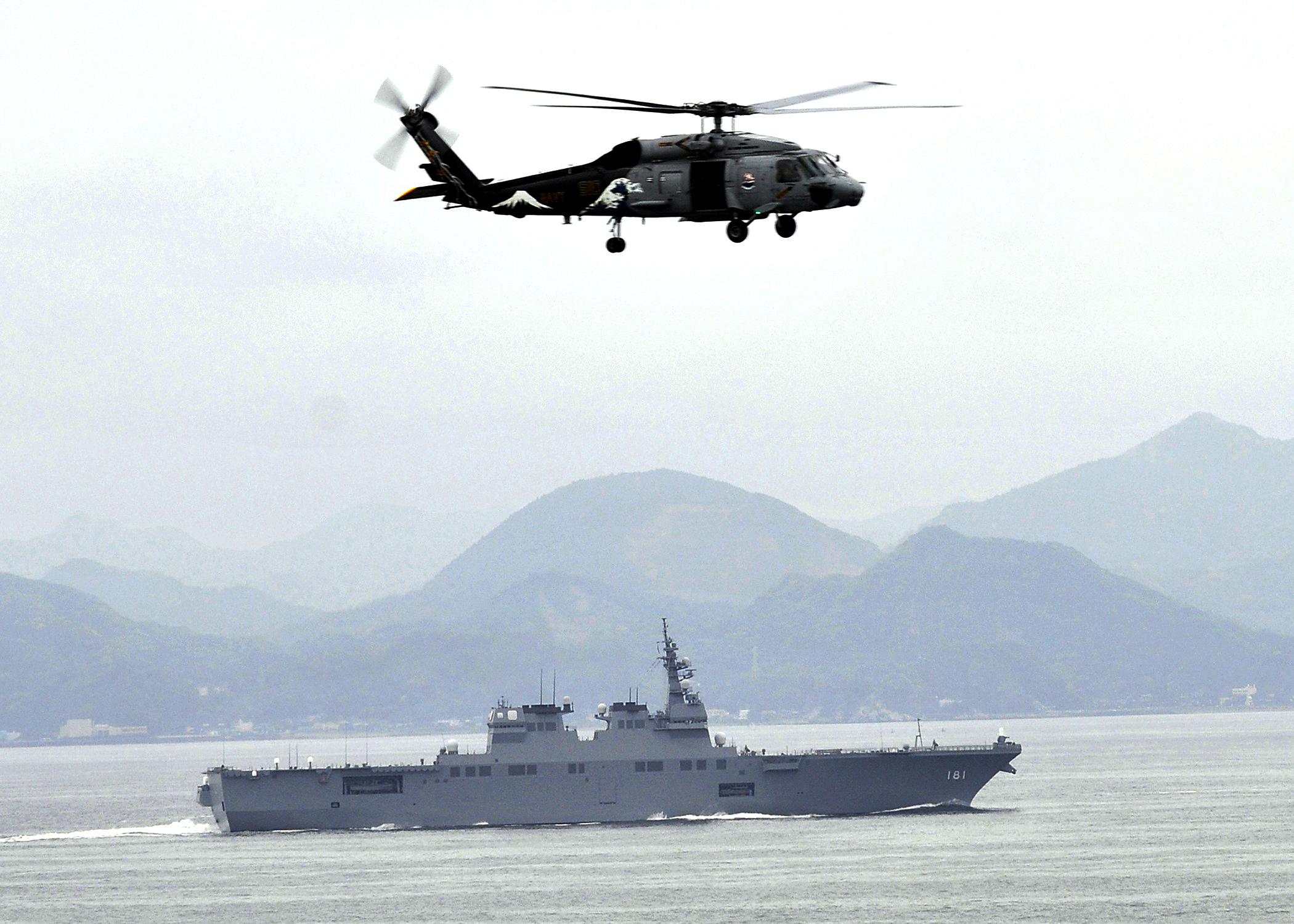
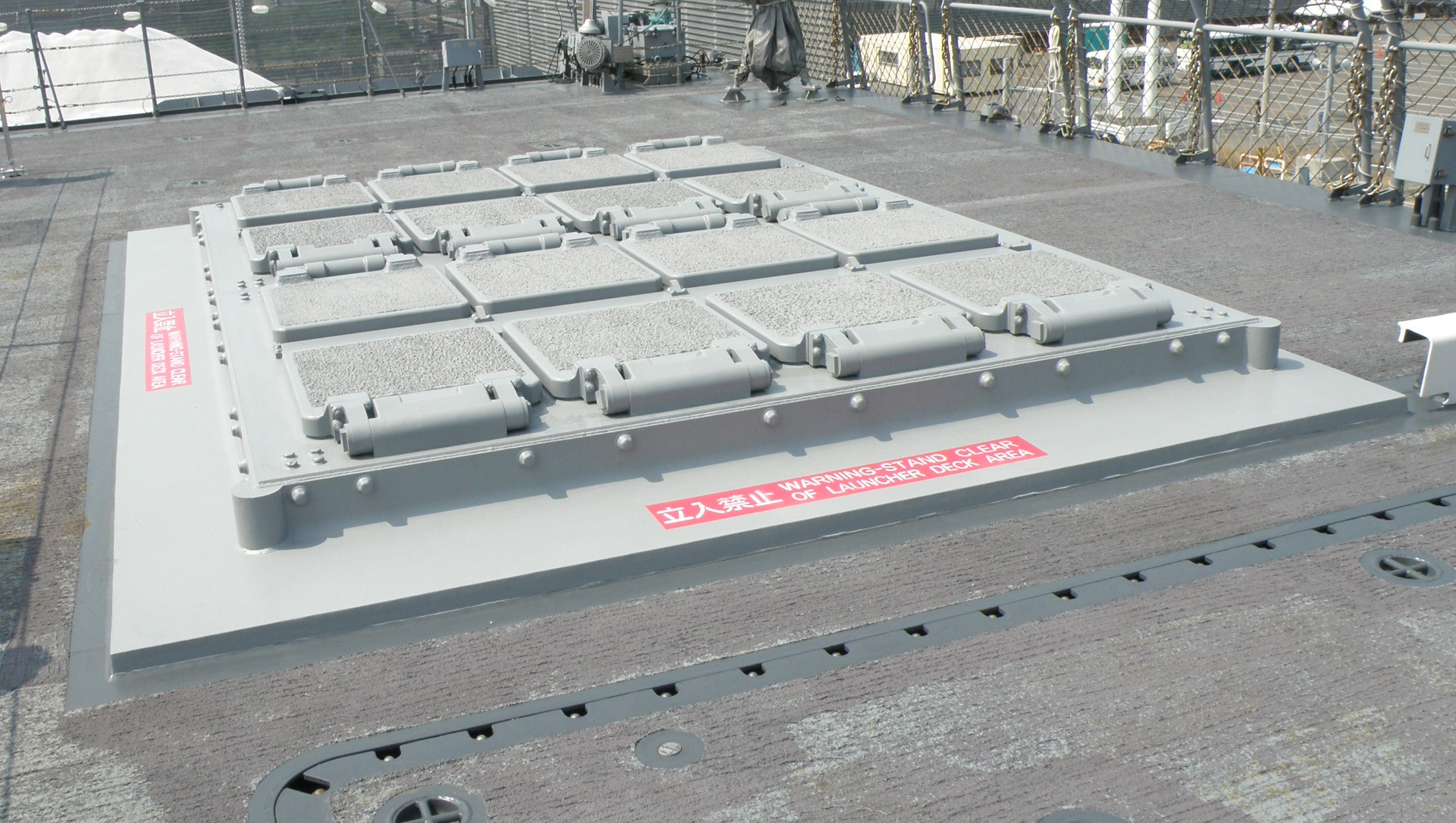